# 제어 논리
제어 논리(制御論理, control logic)는 프로그램이 제어하는 소프트웨어 아키텍처의 일부이다. 프로그램의 이 부분은 컨트롤러라고 일컫기도 한다. 함수가 제어 논리에 다다르기 앞서, 디코딩 장치나 함수 디코딩 프로그램을 통해 이진으로 번역된다.
제어 논리는 주로 마이크로프로세서이 전반적인 타이밍을 제어하는 클럭 신호를 입력 받는다.